# La Dársena y San Ramón
La Dársena y San Ramón es una comunidad ubicada en el departamento Banda de la provincia de Santiago del Estero, Argentina. Es una comuna compuesta por dos localidades denominadas La Dársena y San Ramón, ubicadas al noroeste de la ciudad de La Banda, las cuales quedaron unidas bajo una sola comisión municipal, principalmente por su cercanía y la interacción entre ambas localidades.
El núcleo principal de La Dársena y San Ramón, está compuesto mayoritariamente por un área rural, mientras que las áreas urbanas se conectan entre sí por medio de la ruta provincial 8, la cual además les sirve de conexión con La Banda y con Santiago del Estero, la capital provincial. Asimismo, en materia fluvial, la comuna se abastece por medio del canal del Río Dulce, ubicado al Este de ambas localidades. 
La interacción entre ambas localidades es tal, que muchas actividades culturales se organizan de manera conjunta. A su vez, las dos instituciones deportivas más importantes son el Club Sportivo La Dársena y el Club Atlético Vélez Sarsfield de San Ramón, se encuentran cercanas una de otra, aunque de las dos, sólo Vélez participa actualmente con su primer equipo en la Liga Santiagueña de Fútbol.

## Población
Cuenta con 1,152 habitantes (Indec, 2010), lo que representa un marcado incremento del 115% frente a los 537 habitantes (Indec, 2001) del censo anterior.
| Gráfica de evolución demográfica de La Dársena entre 1991 y 2010 |
|                                                                  |
| Fuente: Censos nacionales del INDEC                              |

## Sismicidad
La sismicidad del área de Santiago del Estero es frecuente y de intensidad baja, y un silencio sísmico de terremotos medios a graves cada 40 años.
El 4 de julio de 1817 (207 años), sismo de 1817 de 7,0 Richter, con máximos daños reportados al centro y norte de la provincia, donde se desplomaron casas y se produjo agrietamiento del suelo, los temblores duraron alrededor de una semana. Se estimó una intensidad de VIII grados Mercalli. Hubo licuefacción con grandes cantidades de arena en las fisuras de hasta 1 m de ancho y más de 2 m de profundidad. En algunas de las casas sobre esas fisuras, el terreno quedó cubierto de más de 1 dm de arena.
Aunque la actividad geológica ocurre desde épocas prehistóricas, el sismo del 20 de marzo de 1861 (164 años) señaló un hito importante dentro de la historia de eventos sísmicos argentinos ya que fue el más fuerte registrado y documentado en el país. A partir del mismo la política de los sucesivos gobiernos provinciales y municipales han ido extremando cuidados y restringiendo los códigos de construcción. Pero solo con el terremoto de San Juan de 1944 del 15 de enero de 1944 (81 años) los Estados provinciales tomaron real estado de la gravedad sísmica de la región.